# Semiothisa cardinea
Semiothisa cardinea är en fjärilsart som beskrevs av Druce 1893. Semiothisa cardinea ingår i släktet Semiothisa och familjen mätare. Inga underarter finns listade i Catalogue of Life.